# Henri Duparc
Henri Duparc (Párizs, 1848. január 21. – Mont-de-Marsan, 1933. február 12.) francia zeneszerző.

## Élete
César Franck tanítványa volt. 1869-ben Weimarban találkozott Liszt Ferenccel és Richard Wagnerral. 1868 és 1884 között írott – részben zenekari kísérettel ellátott – dalokat szerzett, amelyeket Théophile Gautier, Charles Baudelaire, Leconte de Lisle, és mások költeményeire komponált. A francia dalformát operaszerű jelenetté (scena) alakította, költői és szimfonikus elemekkel bővítette.  Született két zenekari műve, a Csillagokhoz (Aux Étoiles) és a Lénore, illetve egy motettája is. Puskin Ruszalkája alapján tervezett operáját végül nem készítette el.
1890 után alkotóképessége alábbhagyott, majd műveit, kéziratait, levelezését megsemmisítette.  1933-ban hunyt el 85 éves korában.